# Seasons (赤西仁の曲)
「Seasons」（シーズンズ）は、赤西仁の2枚目の日本向けシングル。2011年12月28日にワーナーミュージック・ジャパンから発売。

## 概要
今作は「Eternal」以来約9ヶ月ぶりの日本語のシングルである。表題曲「Seasons」はサビの部分はほぼ英語歌詞のバラードソングである。カップリングには「Yellow Gold Tour 3011」で披露された「The fifth Season」が収録されている。
通常盤と初回限定盤の2形態で発売。初回限定盤は春・夏・秋・冬のそれぞれ異なる4種類のジャケット形態である。
当CDの初回限定盤・通常盤(初回プレス分)封入のシリアルコードB-(3),(4)、及び、ミニアルバム「TEST DRIVE featuring JASON DERULO」初回限定盤・通常盤(初回プレス分)封入のシリアルコードB-(1),(2)による応募で、2012年1月7日に横浜アリーナで行われたファンイベント「Test Drive J to Us」のダイジェスト映像を見られるパスワードがもれなくプレゼントされた。
尚、本楽曲は2014年2月の事務所退所以降としては事実上権利関係の都合上封印扱いとなっていたがようやく、2023年7月1日の10th Anniversary Liveにて歌われた。
MVも前述の通り権利関係の都合上、その前後で公式YouTubeチャンネルから削除されている。

## 収録曲

### 初回限定盤
1. Seasons
作詞・作曲：JIN AKANISHI・Dominic Pierson
2. The Fifth Season
作詞・作曲：JIN AKANISHI
3. Seasons（Instrumental）
4. The Fifth Season（Instrumental）

DVD
Seasons（MUSIC VIDEO）
Seasons（MAKING OF THE MUSIC VIDEO）
- 春・夏・秋・冬の4種類のジャケット仕様

### 通常盤
1. Seasons
2. The Fifth Season
3. Seasons（Instrumental）
4. The Fifth Season（Instrumental）

- 16Pスペシャル・フォト・ブックレット付き